# Frankfurter Haus

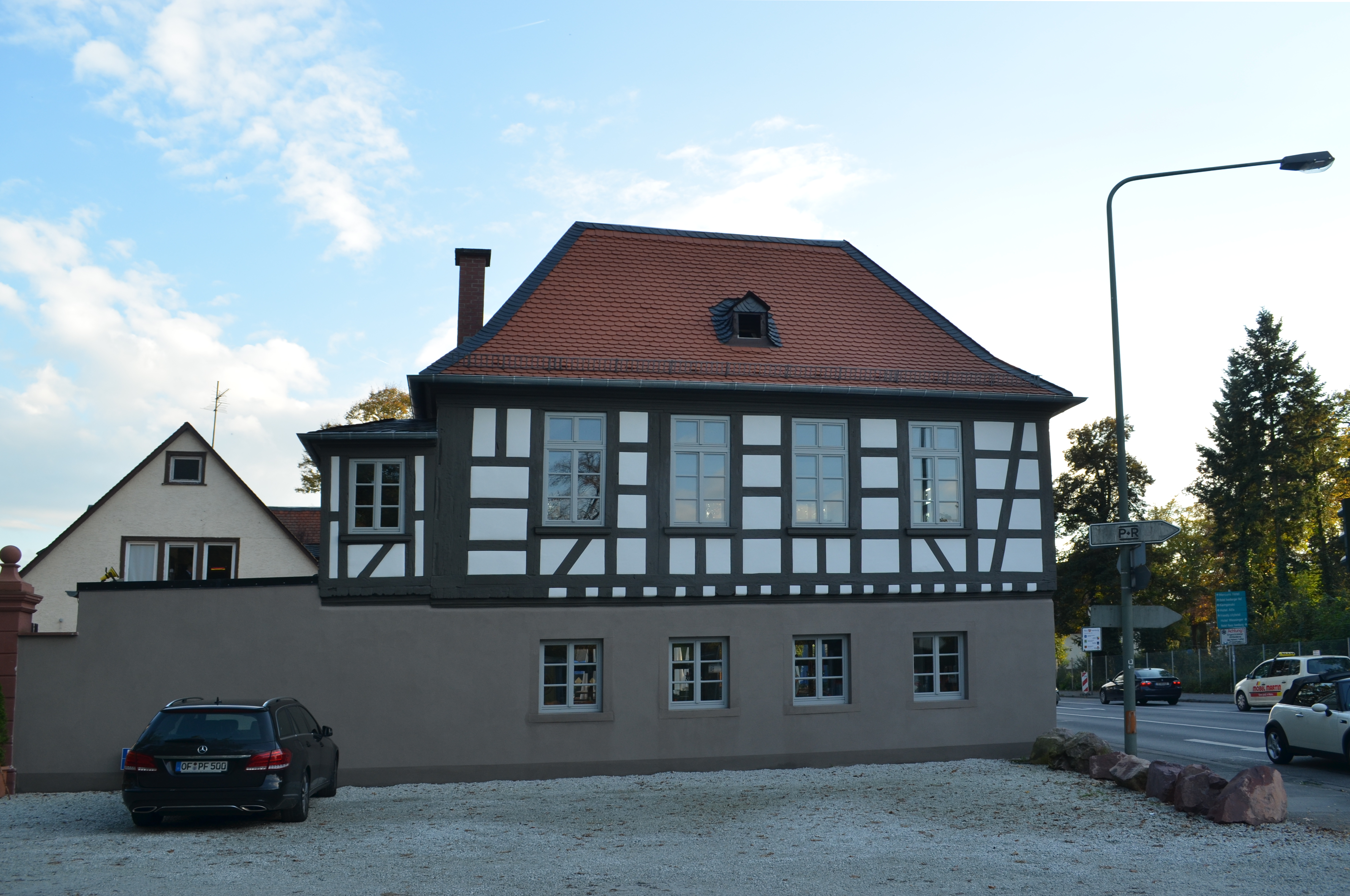
Frankfurter Haus, 2014

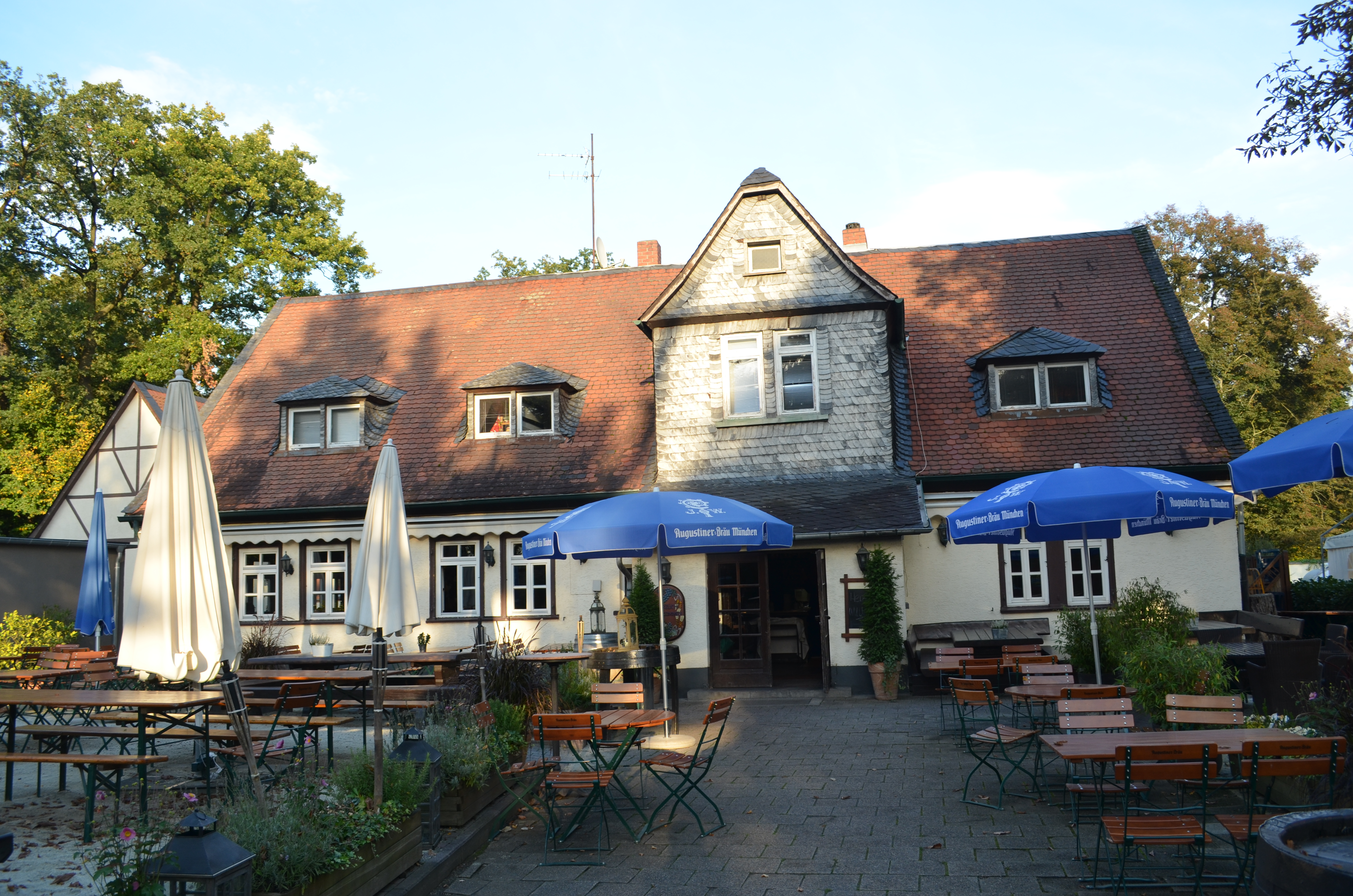
Frankfurter Haus, Biergarten

Das Frankfurter Haus ist ein ehemaliges Forsthaus in Frankfurt-Sachsenhausen an der Darmstädter Landstraße 741 an der Grenze zu Neu-Isenburg. Es steht unter Denkmalschutz.

## Geschichte
Es wurde von der freien Reichsstadt Frankfurt 1702 errichtet, um den Stadtwald vor Waldfrevel zu schützen. Die Einwohner des Ortes, Hugenotten, waren von Johann Philipp von Isenburg-Offenbach 1699 angesiedelt worden. Die Förster erhielten auch die Erlaubnis, Bier und Wein auszuschenken. So entwickelte sich das Haus auch zum Gasthof, der von den Neu-Isenburgern zum Sonntagstanz aufgesucht wurde. Zur Wahrung der Ruhe wurde 1714 verfügt, „das Schreien, Tanzen und Saufen“ bei einer Strafe von einem oder zwei Gulden zu unterlassen. 1777 wurde Forstamt und Gastwirtschaft getrennt. Seit 1889 hält die Straßenbahn aus Frankfurt vor dem Haus. 2003 fühlte sich der Pächter von einem Kellner bestohlen und engagierte den Boxer Willi Fischer zur Klärung.

## Gebäudebeschreibung
Das Frankfurter Haus ist ein im Kern barockes Fachwerkhaus aus dem Jahr 1701, erweitert 1777. Es wurde innerhalb eines ummauerten Areals als Försterei erbaut.
Es ist aus geschichtlichen Gründen ein Kulturdenkmal.